# アメリカンバー

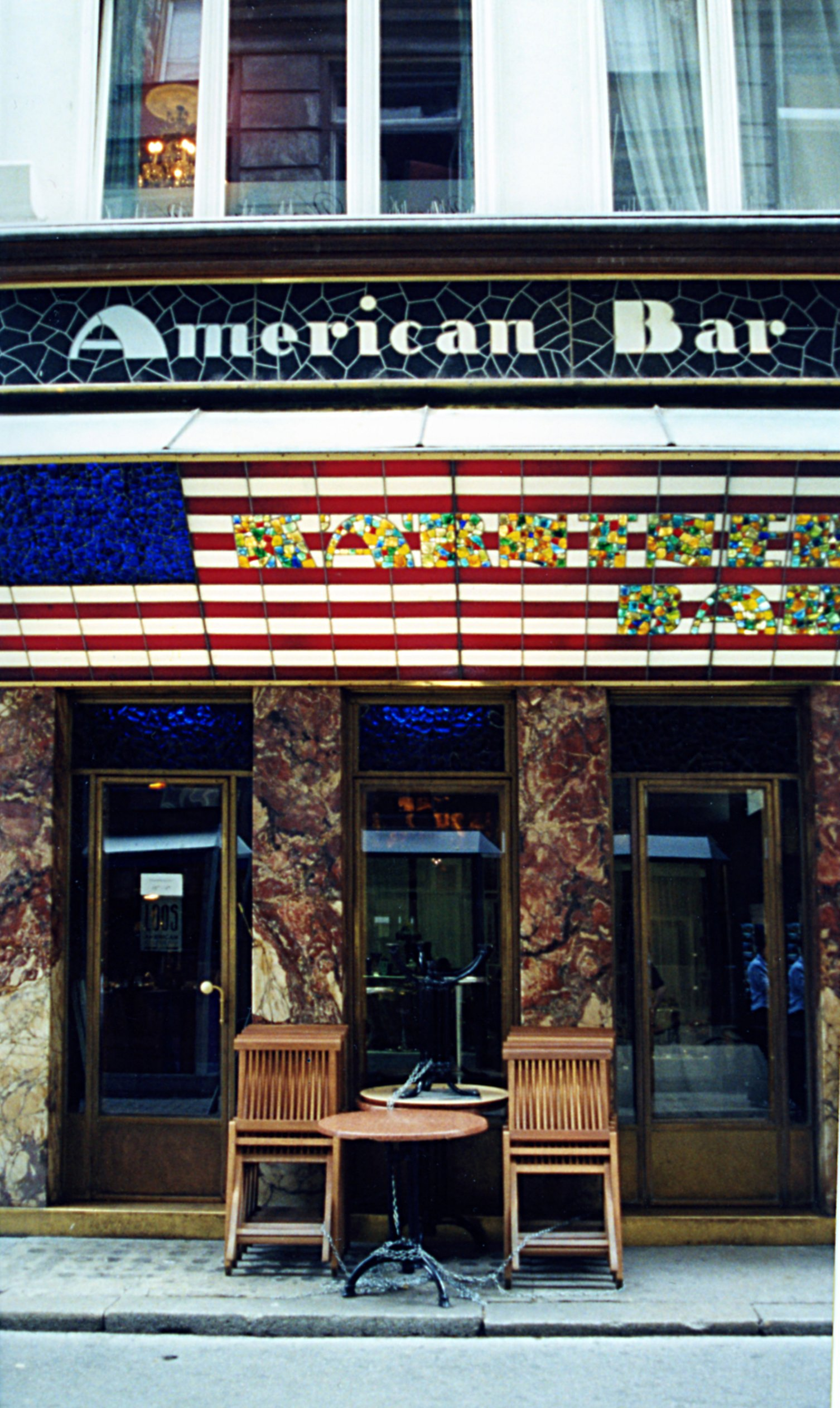
ケルントナー中通り10番にあるロース・アメリカンバー

アメリカンバー（American Bar）、もしくはケルントナー・バー（Kärntner Bar）は、オーストリアのウィーン中心部（1区）の繁華街ケルントナー通りのビルの一角にあり、脇道のケルントナー中通り（Durchgang）10番に面した小さなバーである。「ロース・パー」や「ロース・アメリカンバー」とも呼ばれている。建築家アドルフ・ロースによって設計されたもので、ウィーン建築の初期モダニズムのひとつに数えられている。

## 概要
ロースはこのバーを1908年に設計した。これには1893年から1896年に至るアメリカ合衆国での滞在経験が下敷きになっていた。ファサードは星条旗を模したキッチュなデザインである。室内は4,40 × 6,00 × 4,10 mとごく狭いが、壁面上部に貼り回された鏡の反射によって空間がどこまでも続いているかのような錯覚を与える。天井は黄褐色の大理石、柱と梁は黒の大理石、壁はマホガニーを使用している。
ファサードは改修されていたが、1989年にブルクハルト・ルクシュチコによって修復された。その際、ヘルマン・チェコが展覧会（1985年）のために復元したエントランスの額絵が懸けられた。